# The Best Damn Thing (Avril Lavigne-dal)
A The Best Damn Thing Avril Lavigne kanadai énekes-dalszerző negyedik kislemeze The Best Damn Thing című, harmadik albumáról. Írta Lavigne és Butch Walker, producere Walker.
A dal megjelent 2008. június 24-én negyedik és egyben utolsó kislemezeként az albumnak. A dal vegyes kritikákat kapott a zenei kritikusoktól, néhányan felfedeztek hasonlóságot Tony Basil Mickey című és a The Best Damn Thing  című dal között, és összehasonlították az előző kislemezével is a Grilfriend-del.

## Fogadtatása
Bár nem adták ki egységesen Észak-Amerikában, mégis felkerült a hetedik helyen az US Billboard Bubbling Under Hot 100 Singles listára és a Canadian Chart 100-ra hatvanhetedik helyen. Azonban a Hot 100-ra nem jutott fel. Németországban a hatvannegyedik helyen debütált, a német listán ez volt a legalacsonyabb helyezése. A dal soha nem jelent meg az Egyesült Királyságban, de a tévékben játszották a videóklipet.

## Kritikák
Az Allmusic kiemelte, hogy ez a "track pick" a The Best Damn Thing-en.
Sal Cinquemani a Slant magazintól megjegyezte, hogy hasonlóságok vannak The Best Damn Thing és Tony Basil Mickey című száma között.

## Videóklip
2008. február 28-án forgatták és rendezője Wayne Isham volt. Április 4-én volt a premierje Total Request Live-ban Olaszországban, majd április 9-én az Imeem honlapján.
A videóban Lavigne három különböző karakterként tűnik fel: pompomlányként, aki másokat biztat, rózsaszín parókában pedig gitározik, és látható a zenekarával. A videó végén pedig játszik a dobokon. Bátyja, Mate és egykori bandatagok, Evan Taubenfeld és Devin Bronson is megjelennek, mint a zenekar tagjai.

## Élő előadások
2008 áprilisában előadta a Live with Regis and Kelly című talkshowban az "I Can Do Better"-rel együtt. 2008. szeptember 12-én fellépett a The Best Damn Thing-gel Music Station Japánban.

## A kislemez dalai
- CD kislemez

1. The Best Damn Thing – 3:10
2. Girlfriend (MSN Control Room) – 4:16
3. Innocence (MSN Control Room) – 3:59
4. Hot (MSN Control Room) – 3:36
5. Losing Grip (MSN Control Room) – 3:48

## Helyezésekk

### Ranglisták
| Ranglista                    | Helyezés |
| ---------------------------- | -------- |
| Ausztria                     | 51       |
| Belgium (Ultratrip Flandria) | 14       |
| Belgium (Ultratrip Vallónia) | 18       |
| Cseh Köztársaság             | 84       |
| Kanadai Chart Show 100       | 76       |
| Németország                  | 64       |
| U.S. Billboard Pop 100       | 91       |

### Minősítések
| Ország   | Minősítés    | Eladás   |
| -------- | ------------ | -------- |
| Brazília | Platinalemez | 100 000+ |

## Fordítás
- Ez a szócikk részben vagy egészben  a   The Best Damn Thing (song) című angol Wikipédia-szócikk ezen változatának fordításán alapul.  Az eredeti cikk szerkesztőit annak laptörténete sorolja fel. Ez a jelzés csupán a megfogalmazás eredetét és a szerzői jogokat jelzi, nem szolgál a cikkben szereplő információk forrásmegjelöléseként.